# Reacción de estrés agudo
Reacción de estrés agudo (también conocido como desorden de estrés agudo, choque psicológico, choque emocional, choque mental, o simplemente choque) es una condición psicológica que surge en respuesta de un evento traumático o aterrador. No se debe confundir con la deficiencia circulatoria del choque, o el concepto de choque cultural.
La «respuesta aguda de estrés» fue descrito por primera vez por Walter Cannon en la década de 1920 como una teoría que declaraba que los animales reaccionan a las amenazas con una descarga general del sistema nervioso simpático. La respuesta fue reconocida más tarde como la primera etapa de un síndrome de adaptación general, que regula las respuestas de estrés entre los vertebrados y otros organismos.

## Signos y síntomas
Los síntomas comunes que experimentan las personas con desorden de estrés agudo son:  adormecimiento, desprendimiento, mutismo; desrealización, despersonalización o amnesia disociativa; Por lo que continúan reviviendo el evento traumático en forma de pensamientos, sueños y regresiones; evadiendo cualquier estímulo que les recuerde el evento. Durante este tiempo, tienen síntomas de ansiedad y un deterioro significativo en al menos una área esencial del funcionamiento. Los síntomas duran un mínimo de 2 días y un máximo de 4 semanas, y ocurren dentro de las 4 semanas después del evento.

## Causas
El trastorno por estrés agudo  (abreviado TEA) es el resultado de un  evento traumático en el cual la persona experimenta o es testigo de un evento que causa a la víctima/testigo una experiencia extrema, inquietante, o temor inesperado, estrés o dolor, que implica o amenaza con lesiones graves, lesiones percibidas o la muerte de sí mismos o de otra persona. Un estudio del personal de rescate después de la exposición a un evento traumático no demostró ninguna diferencia de género en la reacción de estrés agudo.  La reacción de estrés agudo es una variación del trastorno por estrés postraumático (TEPT).
La aparición de una respuesta al estrés se asocia con acciones fisiológicas específicas en el sistema nervioso simpático, tanto directa como indirectamente a través de la liberación de adrenalina y en menor grado noradrenalina de la médula de la  glándula suprarrenal. Estas  hormonas de la catecolamina facilitan reacciones físicas inmediatas mediante la activación de aumentos en la frecuencia cardíaca y respiratoria, y constricción de los vasos sanguíneos. Un exceso de catecolaminas en el sitio del neuroreceptor facilita la dependencia en conductas espontáneas o intuitivas frecuentemente relacionadas con el combate o escape.
Normalmente, cuando una persona está en un estado sereno, en un estado sin estímulos, el «disparo» de neuronas en el locus ceruleus es mínima. Un estímulo nuevo, una vez percibido, es retransmitido desde la corteza sensorial del cerebro a través del tálamo del tronco del encéfalo. La ruta de señalización aumenta la tasa de actividad noradrenérgica en el locus ceruleus, y la persona se coloca en estado de alerta y es más atento al medio ambiente.
Si un estímulo se percibe como una amenaza, una descarga más intensa y prolongada del locus ceruleus activa la división simpática del sistema nervioso autónomo. La activación del sistema nervioso simpático conduce a la liberación de noradrenalina de las terminaciones nerviosas que actúan en el corazón, vasos sanguíneos, centros respiratorios y otros sitios. Los cambios fisiológicos subsiguientes constituyen una parte importante de la respuesta al estrés agudo. Otro factor importante en la respuesta al estrés agudo es el Eje hipotalámico-hipofisario-adrenal.

## Diagnóstico
Debe existir una conexión temporal clara entre el impacto de un estresor excepcional y la aparición de los síntomas; el inicio suele ocurrir dentro de los minutos o días posteriores al factor estresante, pero puede ocurrir hasta un mes después. Además, los síntomas muestran un panorama mixto y generalmente cambiante; el estado inicial de «aturdido», depresión, ansiedad, rabia, desesperación, hiperactividad y retirada pueden ser observables, pero ningún síntoma prevalece durante mucho tiempo; los síntomas suelen concluir rápidamente en aquellos casos donde es posible eliminar el ambiente estresante; en casos donde la tensión continúa o no puede invertirse por su propia naturaleza, los síntomas generalmente comienzan a disminuir después de 24 – 48 horas y son generalmente mínimos después de 3 días.
Si los síntomas duran más de un mes, entonces el paciente podría ser diagnosticado con TEPT.

## Tratamiento
Este trastorno se puede resolver con el tiempo o pueden convertirse en un trastorno más severo como TEPT. Sin embargo, de acuerdo a los resultados de Creamer, O'Donnell y Pattison en un estudio de 363 pacientes se sugiere que un diagnóstico de trastorno por estrés agudo solamente había limitado la validez predictiva para DEPT. Creamer y sus compañeros descubrieron que incitar y revivir la experiencia del evento era mejor para predecir el DEPT. Puede utilizar medicamento por un corto periodo de tiempo (hasta cuatro semanas).[cita requerida]
Se han realizado estudios para evaluar la eficacia de la psicoterapia y asesoramiento para personas con DEA. Se encontró que la Terapia cognitiva-conductual, que incluye la exposición y reestructuración cognitiva, es eficaz en la prevención de DEPT en pacientes diagnosticados con DEA, con resultados clínicamente significativos con 6 meses de seguimiento. Una combinación de relajación, reestructuración cognitiva, exposición imaginal y la exposición en vivo fue más eficaz que el apoyo de consejería. El cuidado basado en programas de reducción de estrés también parece ser efectivo para el manejo del estrés.